# Peugeot Buxy

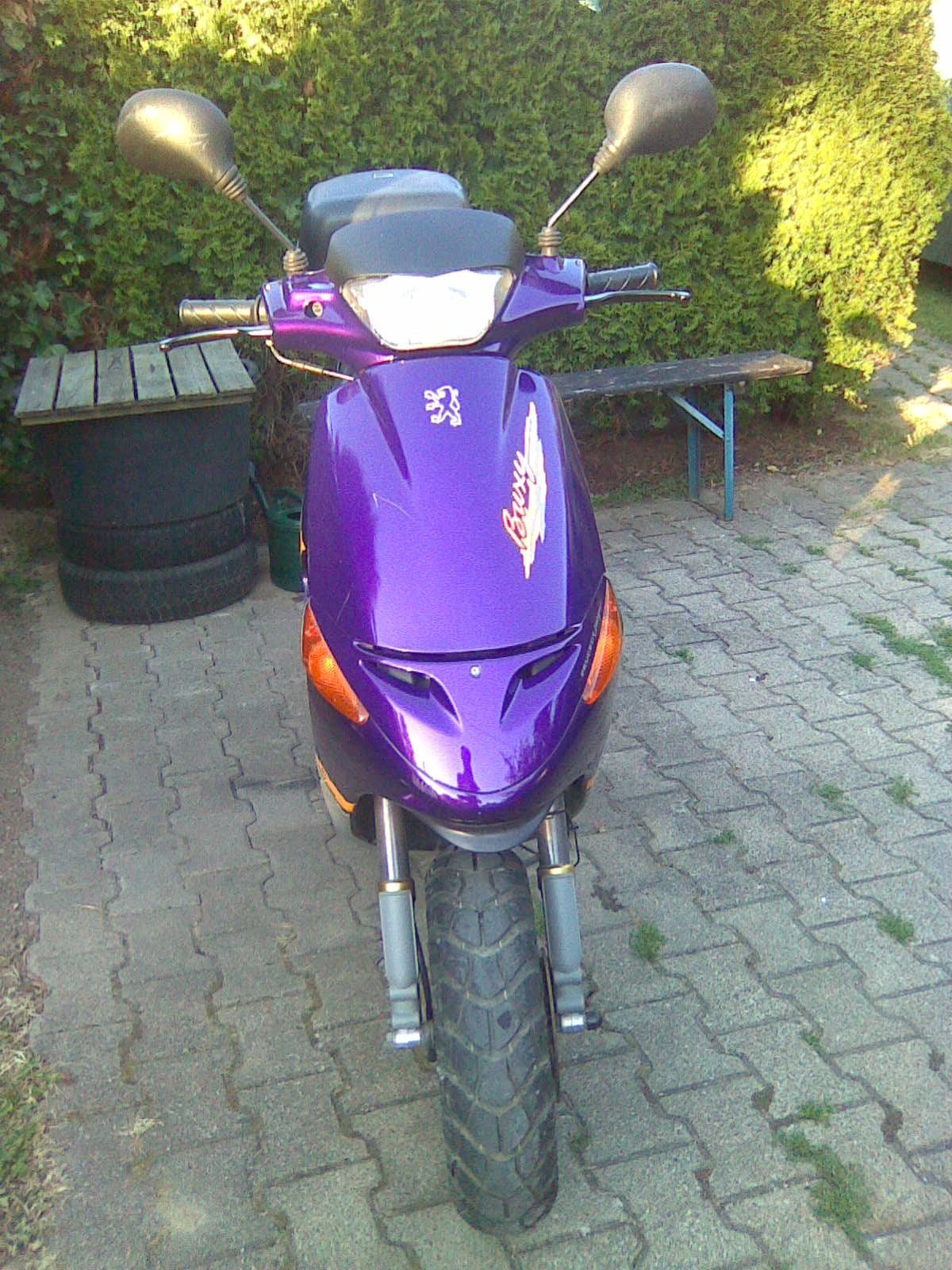
Peugeot Buxy, Baujahr 1996

Der Peugeot Buxy & Zenith ist ein von Peugeot Motocycles gebauter Motorroller mit Automatikgetriebe, der von 1994 bis 2001 produziert wurde.

## Merkmale
Der Buxy und Zenith wurde 1994 auf den Markt gebracht. Es gab die normale Variante mit Stollenreifen und die „RS“-Variante mit normalen Straßenreifen. Der Buxy hat einen stehenden Einzylinder-Zweitaktmotor mit Luftkühlung und Getrenntschmierung. An der Vorderradaufhängung wurde eine Upside-Down-Gabel von Showa verbaut wie sie auch beim Motocross verwendet wird. Außerdem hat der Buxy eine 190 mm große Scheibenbremse des italienischen Herstellers Grimeca. Ungewöhnlich für moderne Roller ist der manuelle Benzinhahn mit Reservestellung. Anstatt eines Helmfachs hat der Buxy ein Staufach hinter einer Klappe in der Front. Von Werk aus wurde ein robuster Gepäckträger verbaut. Die Sitzhöhe von 840 mm war zur damaligen Zeit besonders hoch, was die Geländeoptik des Rollers nochmals unterstreicht. Es gibt noch die Parallelmodelle Peugeot Speedake und Zenith, die leicht abgeändert wurden. Die Produktion wurde wegen der neuen Abgasrichtlinien der EU 2001 eingestellt.

## Technische Daten eine Peugeot Buxy & Zenith Baujahr 1996
- Motor: 	                 Einzylinder-Zweitaktmotor mit Getrenntschmierung
- Typ:      Zenith: PM FBO Buxy: PM FB1
- Hubraum: 	                 49,0 cm³
- Höchstgeschwindigkeit: 	 50–60 km/h
- Kühlung: 	                 Luft (AC)
- Leistung: 	                 2,2 kW 6250 min (1 kW 4250 min)
- Getriebe:                      stufenlose Keilriemenautomatik
- Starter: 	                 Elektro & Kick
- Vergaser: 	                 12,5er Gurtner-Vergaser mit Kaltstartautomatik
- Hauptdüse: 	                 58 / 48
- Kraftstoff:                    bleifreies Benzin mit 95 Oktan
- Tankinhalt Benzin:     	 5,5 Liter
- Tankinhalt Öl: 	         1,25 Liter
- Zündung: 	                 Elektronische CDI-Zündung (kontaktlose Zündung)
- Zündkerze: 	                 Bosch WR4AC
- Abgasnorm: 	                 Keine
- Vorderradaufhängung: 	         Showa Upside-Down-Gabel, Federweg 75 mm
- Hinterradaufhängung: 	         Schwinge mit hydraulisch gedämpftem Federbein
- Sitzhöhe (in mm):              840
- Leergewicht (in kg):           85
- Bereifung: 	                 Vorn: 120/90-10
- Hinten: 130/90-10
- Bremsen: 	                 Vorn: Scheibe 190 mm
- Hinten:                        Trommel 110 mm
- Geräusche: 	                 Standgeräusch: 76 dB bei 3125/min
- Fahrgeräusch:                  69 dB
- Automatik: 	                 Gewichte: 7,7 Gramm (16x13)
- Cockpit:                       Analog
- Preis 1996:                     3995 DM